# 1448 Lindbladia
1448 Lindbladia este un asteroid din centura principală, descoperit pe 16 februarie 1938, de Yrjö Väisälä.